# Matriarchy Now
Matriarchy Now (englisch für „Matriarchat jetzt“) ist ein 2022 auf dem Label Neon Gold Records erschienenes Mixtape der russischen Punkband Pussy Riot. Es beinhaltet sieben Songs und jeder Titel stellt eine Kollaboration mit internationalen Kunstschaffenden dar.

## Entstehung und Hintergründe

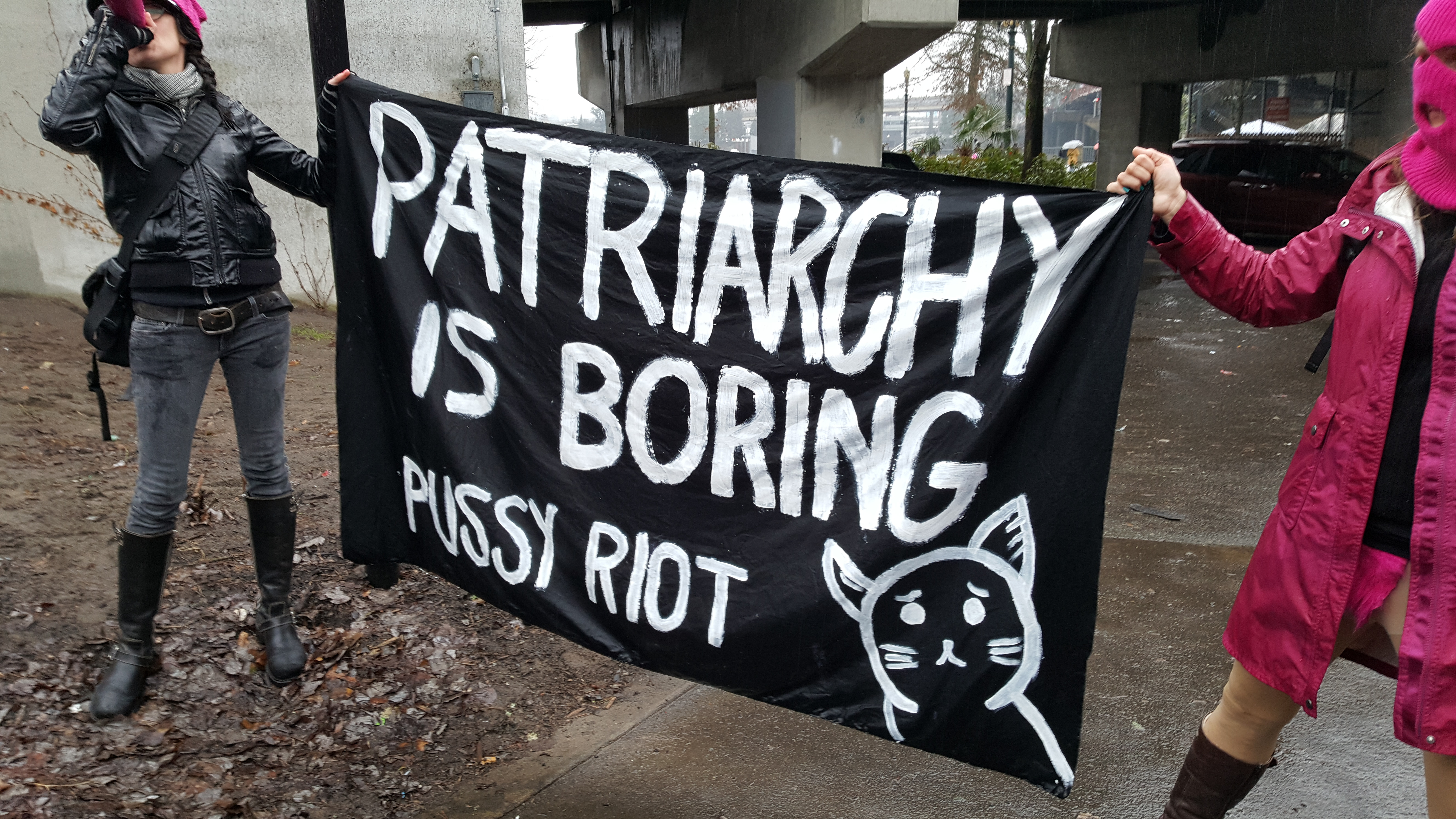
Zitat von Pussy Riot auf dem Protestmarsch für Frauen- und Menschenrechte in Portland

Das von Tove Lo produzierte Debüt-Mixtape wurde mit verschiedenen international bekannten Kunstschaffenden wie iLoveMakonnen, Big Freedia, Mazie, Phoebe Ryan und Slayyyter aufgenommen. Nadeschda Tolokonnikowa wirkt als die einzige Pussy-Riot-Vertreterin mit. Matriarchy Now positioniert sich u. a. inhaltlich gegen die konservativen russischen Gesellschaftsnormen und die Patriarchen der orthodoxen Kirche. Das Album erschien zehn Jahre nachdem die Gründungsmitglieder Tolokonnikova und Marija Wladimirowna Aljochina zu zwei Jahren Haft in russischen Straflagern verurteilt wurden, weil sie 2012 mit dem „Punk-Gebet“ in der Christ-Erlöser-Kathedrale gegen die Unterstützung der russisch-orthodoxen Kirche und Wladimir Putin aufgetreten waren. Der Jahrestag wird nicht erwähnt, die Thematik über die Umwandlung von „Schlagstöcken in Tampons“ und „Gefängnissen in Clubs“ aufgegriffen.
Die Kritik an sexistischen Klischees wird am Cover des Mixtapes sichtbar: die Aubergine, die als Emoji ein Synonym für das männliche Geschlechtsteil darstellt. Ein Code für den Penis, der hier mit einem Küchenmesser zerschnitten dargestellt wird. Nadeschda Tolokonnikowa, ein Gründungsmitglied von Pussy Riot, geht auf die Namensgebung des Albums ein und begründet diese folgendermaßen: „Weil ich das Matriarchat liebe und denke, dass jetzt der beste Zeitpunkt ist, es einzuführen. Unsere Rechte werden angegriffen, und das ist einfach nicht nett.“
Der Titel Princess Charming ist eine Parodie zu Prinz Charming und entstand mit Salem Ilese, die für ihre Kritik an Disney bekannt ist. Der Text hat traditionelle Geschlechterrollen und Disney im Fokus und soll aufzeigen, dass die Vorstellung, passiv zu sein und einfach darauf zu warten, dass jemand kommt und uns rettet, überholt ist.

## Titelliste
1. Princess Charming – 2:16 (Pussy Riot & Salem Ilese)
2. Punish – 2:50 (Pussy Riot)
3. Plastic – 2:43 (Pussy Riot & iLoveMakonnen)
4. Horny – 2:46 (Pussy Riot & Phoebe Ryan)
5. Sugar Mommy – 1:58 (Pussy Riot & Mazie)
6. Hatefuck – 3:16 (Pussy Riot & Slayyyter)
7. Poof Bitch – 3:15 (Pussy Riot & Big Freedia)

## Rezensionen
Der Bayerische Rundfunk beschrieb das Album: „Die größte Stärke von Matriarchy Now ist die Ironie. Obwohl die Bandmitglieder politisch verfolgt werden, sogar im Gefängnis saßen, bleibt ihr radikaler Gegenentwurf zum Konservatismus der Putins, Trumps und Erdogans ziemlich witzig. Besonders dann, wenn die ironischen, antipatriarchalen Texte mit konventionellem Pop- und Chart-Sound verbunden werden. Weil Mainstream-Pop ja meistens für das Unpolitische, für belanglosen Liebes-Schnulz oder – Layla lässt grüßen – sogar für institutionalisierten Sexismus steht. Da passt es dann, wenn dieser Sound, wie im Song Punish, mit feministischer BDSM-Ermächtigung verbunden wird.“
Im englischsprachigen Magazin Pitchfork wird Matriarchy Now kritisiert: „Das Projekt beginnt mit Princess Charming, einer geschlechtsspezifischen, märchenhaften Subversion, die ein kitschiges Girlboss-Mantra enthält: ‚Everything I start goes straight to IPO/Everywhere I go I become the CEO.‘ (Alles, was ich anfange, geht direkt an die Börse/Überall, wo ich hingehe, werde ich zum CEO.) Die Leadsingle Plastic malt die perfekte Frau als unterwürfige Puppe über wummernden Bässen und Auto-Tuned-Geflüster, mehr Die Antwoord als Riot Grrrl. Sugar Mommy wirbelt um eine verruchte karnevaleske Melodie, Domina-Gedanken und einen Bernie-Sanders-Namenscheck. Erst bei Hatefuck, dem vorletzten Track, beginnt das Mixtape, etwas Tiefe zu entwickeln. Deep Bass und Dubstep wummern und krachen unter erotischen Todesdrohungen: ‚Kinda would rather fuck your dad/Shove my panties in his mouth.‘ (Ich würde lieber deinen Vater ficken/Mein Höschen in seinen Mund schieben) Die emotionale Leere der vorherigen Songs unterstreichen diesen Wutausbruch nur noch mehr.“